# Contea di McCurtain
La contea di McCurtain (in inglese McCurtain County) è una contea dello Stato dell'Oklahoma, negli Stati Uniti. La popolazione al censimento del 2000 era di 34 402 abitanti. Il capoluogo di contea è Idabel.